# Check My Brain
«Check My Brain» (с англ. — «Проверьте мой мозг» или «Обуздайте мой мозг») — песня американской рок-группы Alice in Chains, первый официальный сингл с альбома Black Gives Way to Blue (2009).

## История записи
В 2008 году продюсер Ник Раскулинец узнал о том, что группа Alice in Chains хотела бы поработать с ним над новым альбомом. Раскулинец был озадачен, так как не представлял известный сиэтлский коллектив 1990-х годов без ведущего вокалиста Лейна Стейли, погибшего от передозировки наркотиков в 2002 году. Тем не менее, он согласился встретиться с музыкантами в студии, где они работали над демозаписью. Музыканты исполнили песню «Check My Brain» и продюсер был изумлён: «Когда я услышал эти гитары и ребята начали петь, я сразу же согласился. Я посмотрел на Джерри [Кантрелла] и сказал: „Не нужно играть ничего больше“. Я был потрясён тем, как они сумели сохранить оригинальное звучание неизменным с помощью голоса Уилла [Дюваля]. Я не мог в это поверить, я был ошарашен».
«Check My Brain» стала первой композицией, записанной в студии для нового альбома. Когда работа над ней была закончена, музыканты и продюсер прослушали результат и вздохнули с облегчением. «Мы поняли, что всё получится. Я почувствовал удовлетворение, потому что понимал, что мы действительно сделали это», — признался Раскулинец.
Песня начинается с запоминающегося гитарного риффа, после чего подключается бас-гитара, а также вокал Джерри Кантрелла и Уильяма Дюваля. Бенд из основного риффа было физически сложно исполнять на первом ладу бас-гитары, из-за чего самую нижнюю струну настроили ещё ниже, так что подтяжку можно было сделать на тон выше. В припеве Кантрелл и Дюваль поют «Калифорния в порядке. Кто-нибудь, проверьте мой мозг», демонстрируя характерные гармонии Alice in Chains. Песня посвящена переезду Джерри Кантрелла в Лос-Анджелес: событию, которое он никак не мог представить до этого, проживая в Сиэтле.

## Выпуск песни
Первой композицией с нового альбома Alice in Chains Black Gives Way to Blue, опубликованной на сайте группы, стала «A Looking in View». Тем не менее, первым официальным синглом стала именно «Check My Brain». В июле 2009 года стало известно о том, что видеоклип снимает режиссёр Алекс Кортес, известный по работе с U2, Kaiser Chiefs и Snow Patrol.
Дебютное исполнение «Check My Brain» состоялось 1 августа 2009 года в Дублине. 12 августа группа опубликовала 30-секундный фрагмент композиции на сайтах Amazon и YouTube. 14 августа композиция появилась в ротации на радиостанциях. Наконец, 14 сентября на телеканале MTV2 состоялась премьера видеоклипа на песню.
«Check My Brain» дебютировала в американском хит-параде 29 августа 2009 года и стала одной из самых успешных композиций группы. Помимо попадания на вершины хит-парадов рок-песен Billboard Mainstream Rock и Alternative Airplay, «Check My Brain» стала первой и единственной песней Alice in Chains, попавшей в общий чарт синглов The Hot 100, где провела четыре недели и достигла 92 места.

## Видеоклип
Режиссёром видеоклипа на песню «Check My Brain» стал Алекс Кортес. Работа выдержана в ярких и «галюциногенных» цветах и иллюстрирует раздумия Джерри Кантрелла о жизни в Лос-Анджелесе. По сюжету клипа музыканты Alice in Chains исполняют песню на фоне различных видов Лос-Анджелеса.

## Критические отзывы
В журнале Classic Rock песню назвали примером «винтажных Alice in Chains» благодаря фирменным вокальным гармониям и запоминающемуся припеву, который напомнил классическую композицией «Man in the Box». Этот же припев на сайте Drowned in Sound сравнили с «поп-музыкальной жевательной резинкой». Обозреватель музыкального сайта Blabbermouth выделил «Check My Brain» и «A Looking in View» из-за характерных тяжёлых риффов Джерри Кантрелла, и посчитал эти песни с Black Gives Way to Blue наиболее близкими к классическому репертуару группы.
За песню «Check My Brain» Alice in Chains были номинированы на получение премии «Грэмми» в категории «Лучшее хард-роковое исполнение», но уступили AC/DC и их композиции «War Machine».

## Места в хит-парадах

### Еженедельные чарты
| Хит-парад (2009)                             | Наивысшая позиция |
| -------------------------------------------- | ----------------- |
| Канада (Billboard Canadian Hot 100)          | 62                |
| Канада (Billboard Rock)                      | 4                 |
| Polish Singles Chart                         | 16                |
| США (Billboard Hot 100)                      | 92                |
| США (Billboard Rock & Alternative Airplay)   | 1                 |
| США (Billboard Hot Rock & Alternative Songs) | 1                 |
| США (Billboard Mainstream Rock)              | 1                 |
| США (Billboard Alternative Airplay)          | 1                 |

### Годовые чарты
| Хит-парад (2009)                            | Место |
| ------------------------------------------- | ----- |
| US Hot Rock & Alternative Songs (Billboard) | 18    |
| Хит-парад (2010)                            | Место |
| US Hot Rock & Alternative Songs (Billboard) | 37    |